# La capanna dello Zio Rock
La capanna dello Zio Rock è una raccolta del cantante italiano Omar Pedrini, pubblicato nel 2010 dalla Carosello. L'album celebra il ventennale della carriera di Pedrini e oltre agli inediti Zio Rock e Il figlio del vento contiene alcuni brani della sua carriera solista risuonati per l'occasione nonché rivisitazioni di alcuni classici dei Timoria.

## Tracce
1. Zio Rock – 3:51
2. La follia – 4:18
3. Senza vento – 4:29
4. Sangue impazzito – 5:08
5. Mandami un messaggio – 3:54
6. Lulù – 4:05
7. Lavoro inutile – 4:49
8. Un altro giorno senza te – 4:23
9. Verso Oriente – 4:47
10. Shock – 3:18
11. Casa mia – 5:03
12. Il figlio del vento – 4:01
13. Via Padana Superiore – 4:22
14. Sole spento – 4:16
15. Genova – 5:08
16. Bella bambola – 3:25
17. Non è divertente – 3:23
18. Ragazzo non avere paura – 3:41